# Pteridocalyx
Pteridocalyx là một chi thực vật có hoa trong họ Thiến thảo (Rubiaceae).

## Loài
Chi Pteridocalyx gồm các loài: